# Legislación

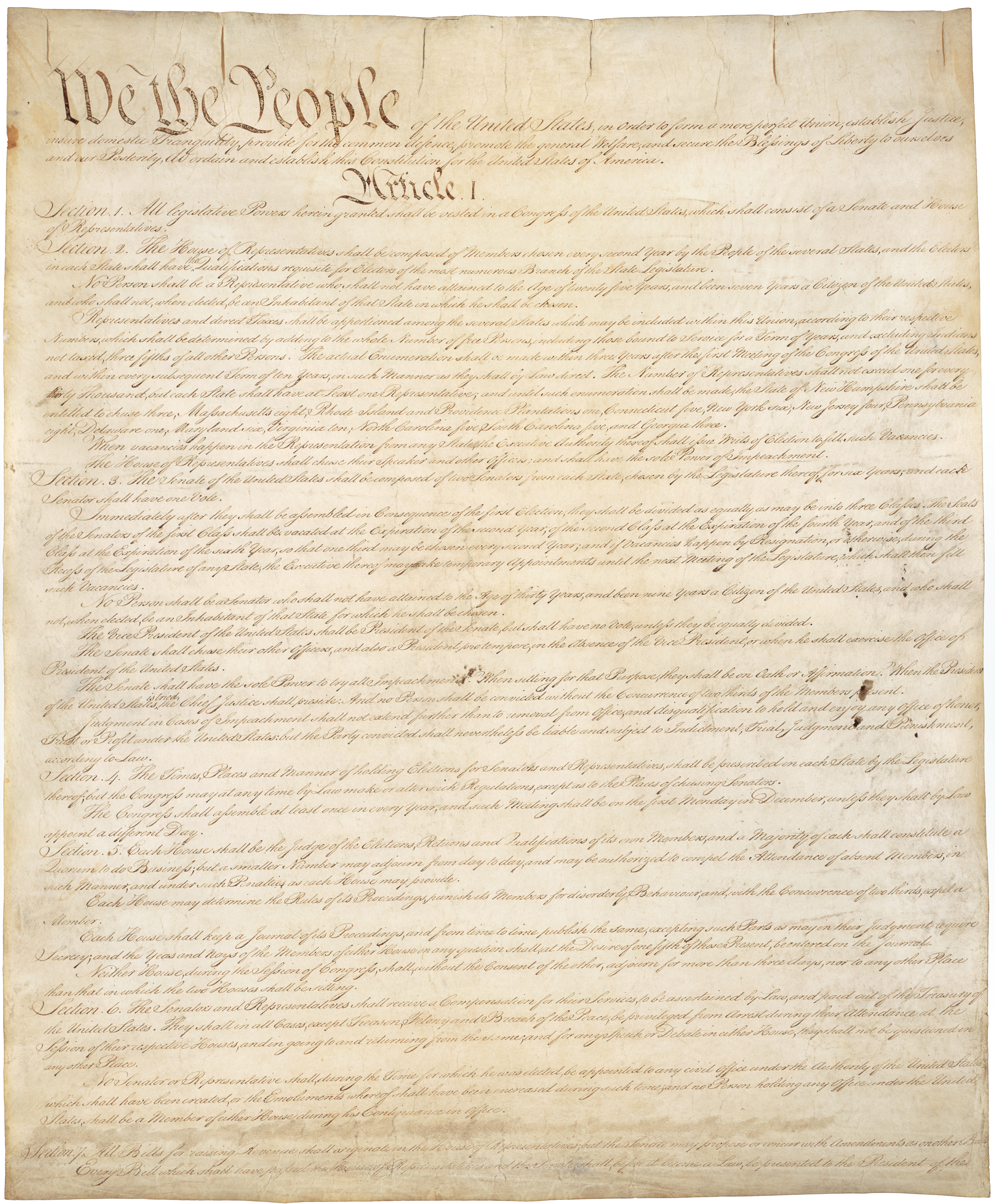
Constitución de los Estados Unidos

La legislación (o ley estatutaria) es la ley  que ha sido creada por un legislativo u otro órgano de gobierno. El término puede referirse a una sola ley, o al cuerpo colectivo de leyes promulgadas, mientras que "estatuto" también se utiliza para referirse a una sola ley. Antes de que un proyecto de ley se convierta en ley, puede ser conocido como un proyecto de ley, que normalmente también se conoce como "legislación" mientras permanece bajo consideración activa.
Bajo el sistema de Westminster, un elemento de la legislación se conoce como Ley del Parlamento.
Por lo general, la legislación es propuesta por un miembro de la legislatura (por ejemplo, un miembro del Congreso o del Parlamento), o por el ejecutivo, luego es debatida por los miembros de la legislatura y a menudo es enmendada. Aquellos que tienen el poder formal para crear legislación son conocidos como legisladores, la rama judicial del gobierno puede tener el poder formal para interpretar la legislación.

## Otros medios legislativos
El acto de legislar se conoce a veces como legislar. Según la doctrina de la separación de poderes, la función legislativa es principalmente responsabilidad del poder legislativo. Sin embargo, hay situaciones en las que la legislación se promulga por otros medios (más comúnmente cuando se promulga la ley constitucional). Estas otras formas de legislar incluyen los referendos y las convenciones constitucionales. El término "legislación" se utiliza a veces para describir estas situaciones, pero otras veces se utiliza para distinguir los actos del poder legislativo de estas otras formas legislativas